# Marcillac (Weinbaugebiet)

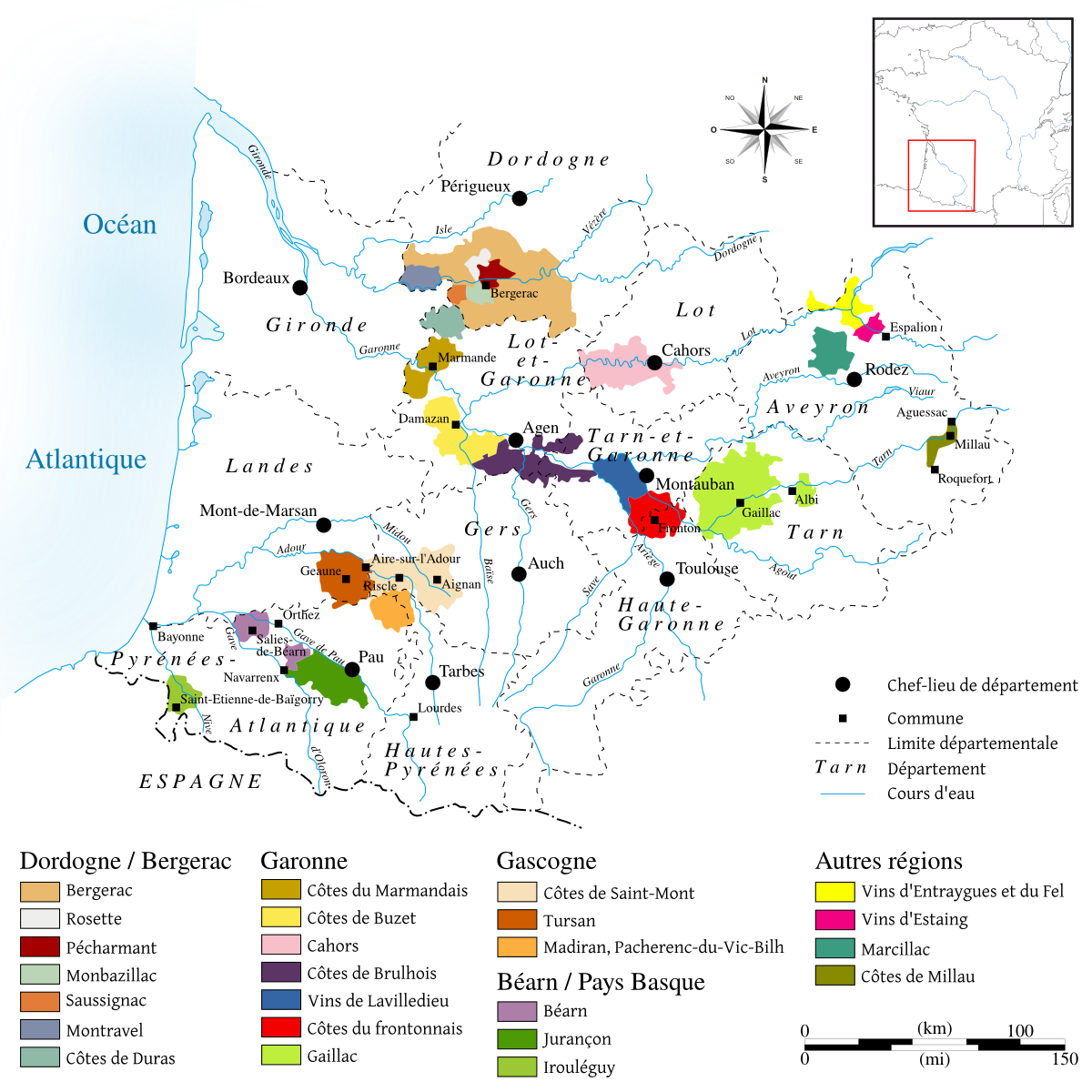
Die Weinanbauregion Sud-Ouest

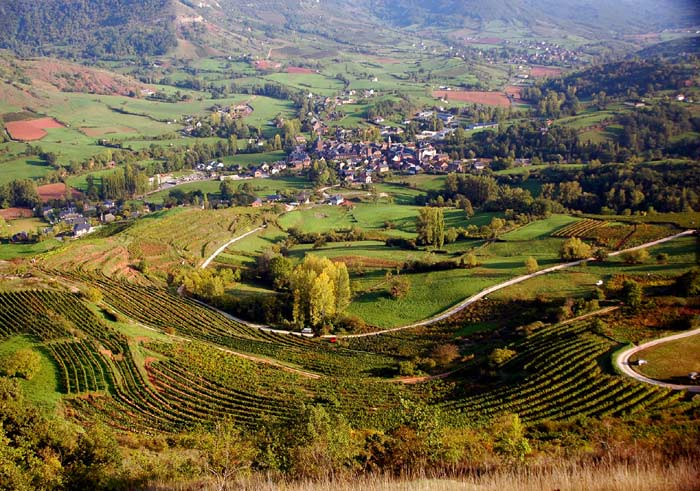
Rebflächen bei Clairvaux-d’Aveyron

Das Weinbaugebiet Marcillac liegt im Nordosten der Weinbau-Region Sud-Ouest in Südwest-Frankreich, ca. 20 km nordöstlich der Stadt Rodez. Am 2. April 1990 wurde die vormalige VDQS als Appellation d’Origine Contrôlée (kurz AOC) klassifiziert. Die Weinberge umfassen ca. 150 Hektar Rebfläche und liegen innerhalb der 11 Gemeinden Marcillac-Vallon, Balsac, Clairvaux-d’Aveyron, Goutrens, Mouret, Nauviale, Pruines, Salles-la-Source, Saint-Cyprien-sur-Dourdou, Saint-Christophe-Vallon und Valady (alle im Département Aveyron gelegen). Sie entstanden wahrscheinlich bereits zur Zeit der Römer und profitierten in der Folge von der Präsenz des Klosters von Conques.
Die Rebgärten liegen an steilen Hanglagen bis auf einer Höhe von 400 m. Aufgrund der Geographie der Umgebung ist das Mikroklima durch eine Mischung mediterraner, atlantischer und kontinentaler Einflüsse geprägt.
Der Rotwein mit einem Mindestalkoholgehalt von 10 Volumenprozent wird aus der autochthonen Rebsorte Fer Servadou, die hier Mansoi genannt wird (zumindest 90 %) sowie den Nebensorten Cabernet Franc, Cabernet Sauvignon und Merlot verschnitten. Die Erntemenge ist auf 50 Hektoliter/Hektar beschränkt.
Die Rebsorte Fer besitzt kräftige Tannine, weshalb sich diese Weine auch für einen Barriqueausbau eignen. Viele Winzer lehnen dies allerdings ab, da hierbei die Typizität verloren geht. Die Weine besitzen eine schöne Frucht, die an Johannisbeere und Himbeere erinnert und dies bei solider Tanninstruktur. Sie erreichen ihre Reife nach drei bis fünf Jahren.
In geringen Mengen wird auch ein Rosé aus den gleichen Rebsorten erzeugt. Der Roséwein sollte jung genossen werden.

## Klima
Das Klima des Weinbaugebiets Marcillac wird im Winter von kontinentalen und im Sommer von mediterranen Einflüssen bestimmt. Trotz der südlichen Lage ist die mittlere Jahrestemperatur vergleichsweise niedrig. Die jährliche Sonnenscheindauer von fast 2200 Stunden ist hingegen hoch.
Die nachfolgenden Daten stammen von der Wetterstation der nahegelegenen Stadt Rodez:
| Monat                                  | Januar | Februar | März | April | Mai  | Juni | Juli | August | September | Oktober | November | Dezember | Jahr |
| -------------------------------------- | ------ | ------- | ---- | ----- | ---- | ---- | ---- | ------ | --------- | ------- | -------- | -------- | ---- |
| Minimale mittlere Tagestemperatur (°C) | 1      | 1       | 3    | 4     | 8    | 12   | 14   | 14     | 11        | 8       | 4        | 2        | 6,8  |
| Maximale mittlere Tagestemperatur (°C) | 6      | 7       | 11   | 13    | 17   | 22   | 25   | 25     | 20        | 15      | 9        | 7        | 14,8 |
| Niederschläge (in mm)                  | 36,2   | 27,0    | 23,9 | 43,8  | 46,0 | 34,9 | 22,9 | 31,1   | 50,0      | 60,1    | 45,1     | 37,7     | 38,2 |
| Quelle: MSN Météo                      |        |         |      |       |      |      |      |        |           |         |          |          |      |